# Kevin Russell

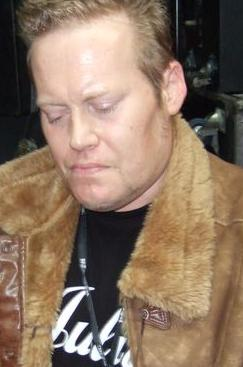
Kevin Russell en 2007.

Kevin Richard Russell (nacido el 12 de enero de 1964) es un cantante inglés y uno de los tres miembros fundadores de la banda de rock Böhse Onkelz . Su padre es británico, su madre es alemana. Fue el cantante principal de la banda desde 1980 hasta que el grupo se disolvió en 2005. Desde 2012, es el cantante principal de la nueva banda Veritas Maximus. En 2014, Böhse Onkelz se reunió de nuevo con Russell como cantante principal.
En octubre de 2010, Russell fue sentenciado a dos años y tres meses de prisión por su papel de conductor en un accidente de atropello y fuga cerca de Frankfurt , conduciendo bajo los efectos de las drogas e hiriendo gravemente a dos personas.